# Monika Schlachter
Monika Schlachter (* 1957) ist eine deutsche Juristin.

## Leben
Sie studierte Rechtswissenschaft in Göttingen und wurde dort im Jahr 1986 mit einer Dissertation über Auslegungsmethoden im Arbeitsrecht promoviert. Ihre Habilitationsschrift verfasste sie zum Thema „Wege zur Gleichberechtigung. Vergleich des Arbeitsrechtes der Bundesrepublik Deutschland und der Vereinigten Staaten“.
Nach der Habilitation 1992 an der Universität Göttingen und einer Lehrstuhlvertretung an der Universität Freiburg war sie von 1993 bis 2005 Professorin für Bürgerliches Recht, Arbeitsrecht, Rechtsvergleichung und Internationales Privatrecht an der Universität Jena sowie ehrenamtliche Richterin am Arbeitsgericht Jena. Von 2005 bis Oktober 2008 hatte sie den Lehrstuhl für Bürgerliches Recht, Arbeitsrecht und Rechtsvergleichung an der Universität Regensburg inne. Seit 2008 ist sie Professorin für internationales und europäisches Arbeitsrecht an der Universität Trier und geschäftsführende Direktorin des Instituts für Arbeitsrecht und Arbeitsbeziehungen in der Europäischen Union (IAAEU). 2011 wurde ihr von der Universität Miskolcz (Ungarn) die Ehrendoktorwürde verliehen. Einen weiteren Ehrendoktortitel erhielt sie im Jahre 2021 von der Universität Pécs.
Monika Schlachter war von 2006 bis 2018 Mitglied und ab 2013 zugleich Vize-Präsidentin des „European Committee of Social Rights“ (ECSR), das die Einhaltung der Europäischen Sozialcharta des Europarates überwacht. Die Bedeutung der Menschenrechte in der gerichtlichen Praxis ist seitdem zu einem Schwerpunkt ihrer Veröffentlichungs- und Vortragstätigkeit geworden. Sie ist zudem Mitautorin des „Erfurter Kommentar“ zum Arbeitsrecht, sowie u. a. Herausgeberin und Mitautorin des Schlachter/Ohler zur Europäischen Dienstleistungsrichtlinie und des Schlachter/Heinig zum Europäischen Arbeits- und Sozialrecht. Weiterhin ist sie Herausgeberin und Mitautorin einer international rechtsvergleichenden Studie zum Arbeitskampf in der Daseinsvorsorge (2018) sowie des Handbuchs zum Arbeitsvölkerrecht (2019), einer ersten umfassenden Darstellung für Rechtsanwender aus Wissenschaft und Praxis.
Monika Schlachter ist Preisträgerin des Bob Hepple Awards 2021. Dieser Preis wird alle zwei Jahre vom Labour Law Research Network (LLRN), eines weltweiten Zusammenschlusses von 79 arbeitsrechtlichen Forschungseinrichtungen, verliehen. Er würdigt ihre herausragenden Lebensleistungen in der Arbeitsrechtswissenschaft auf internationaler Ebene und zeichnet sie als führende Fachvertreterin im Bereich des europäischen und internationalen Arbeitsrechts, der Arbeitsrechtsvergleichung und des Arbeitsvölkerrechts aus.

## Forschungsschwerpunkte
Die zentralen Themen der Forschung von Monika Schlachter liegen beim zunehmenden Einfluss des Unionsrechts auf das nationale Arbeits- und Sozialrecht, einschließlich der Wechselwirkung der verschiedenen Regelungsebenen auf die sozialen Grund- und Menschenrechte. Beiträge befassen sich unter anderem mit Diskriminierungsverboten, tariflichen oder gesetzlichen Altersgrenzen, Gestaltung von Betriebsübergängen, der Entsendung ausländischer Arbeitnehmer zur Durchführung von Aufträgen im Inland oder der unionsrechtlichen Dienstleistungsfreiheit und Arbeitnehmerfreizügigkeit. Besonderes Augenmerk legt sie darauf, diesen Fragestellungen nicht nur aus einem nationalen Blickwinkel zu begegnen, sondern Probleme aus Sicht verschiedener Mitgliedstaaten der EU darzustellen und nach annehmbaren Lösungsmöglichkeiten unter Einbeziehung anderer Rechtsordnungen zu suchen. Die Rechtsvergleichung als Instrument zur Auslegung dient weiter dazu, die unions- und völkerrechtlichen Einflüsse auf das nationale Recht zu verdeutlichen. Ein weiterer Schwerpunkt ihrer wissenschaftlichen Arbeit sind Methodenfragen, die als Grundlage auch für die Aus- und Weiterbildung dienen.

## Monographien (Auswahl)
- Auslegungsmethoden im Arbeitsrecht. Am Beispiel von § 87, Abs. 1 BetrVG. Göttingen 1987, ISBN 3-509-01434-0.
- Wege zur Gleichberechtigung. Vergleich des Arbeitsrechtes der Bundesrepublik Deutschland und der Vereinigten Staaten. München 1993, ISBN 3-406-37364-X.
- Der Europäische Gerichtshof und die Arbeitsgerichtsbarkeit. Schwierigkeiten bei der Begründung eines Kooperationsverhältnisses. Stuttgart 1995, ISBN 3-415-02089-4.
- Außergerichtliche Konfliktlösung im Arbeitsverhältnis. Verwirklichung von Chancengleichheit auf dem Verhandlungswege in Australien und Deutschland. Baden-Baden 2002, ISBN 3-7890-7871-9.

## Kommentierungen und Herausgeberschaften (Auswahl)
- Erfurter Kommentar zum Arbeitsrecht (seit 2000 jährlich fortlaufend), Kommentierung zu: AEntG; Auszug aus AEUV; AGG; BBiG; EGBGB; EntgTranspG; JArbSchG; MuSchG; Auszug aus Rom I, II-VO.
- M. Schlachter / C. Ohler (Hrsg.), Europäische Dienstleistungsrichtlinie, Handkommentar, Nomos Verlag, 2008, ISBN 978-3-8329-2589-5.
- H. Laux / M. Schlachter (Hrsg.), Kommentar zum Teilzeit- und Befristungsgesetz, Beck-Verlag, 2. Aufl., 2011, ISBN 978-3-406-60438-6.
- EU-Labour Law – A Commentary, Kluwer Law International, 2015, ISBN 978-90-411-4978-7.
- M. Schlachter / H. Heinig (Hrsg.), Europäisches Arbeits- und Sozialrecht, Band 7, in: Hatje/Müller-Graff, Enzyklopädie Europarecht, Nomos Verlag, 2015 und fortlaufend.
- M. Mironi / M. Schlachter (Hrsg.), Regulating strikes in essential services – a comparative "law in action" perspective, Wolters Kluwer, 2018, ISBN 978-90-411-8997-4.
- J.Heuschmid / M.Schlachter / D.Ulber (Hrsg.), Arbeitsvölkerrecht, Mohr Siebeck, Tübingen 2019, ISBN 3 16-154852-3